# 秋吉仁美

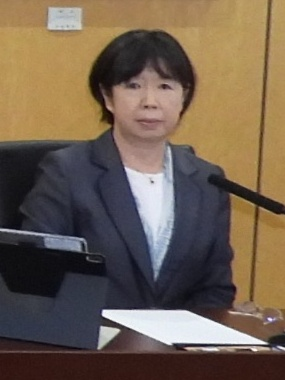
2025年、国家公安委員会委員として

秋吉 仁美（あきよし ひとみ、1958年1月5日 - ）は、日本の裁判官。高松高等裁判所長官を最後に定年退官後、国家公安委員会委員に就任。

## 人物・経歴
東京都出身。12歳から埼玉県所沢市に移り、1980年上智大学法学部卒業。1983年裁判官任官、東京地方裁判所判事補。札幌地方裁判所判事補、熊本地方裁判所判事、東京地方裁判所判事、司法研修所教官、東京地方裁判所部総括判事、横浜地方裁判所部総括判事、東京家庭裁判所部総括判事等を経て、2014年裁判所職員総合研修所所長。2016年さいたま家庭裁判所所長。2018年東京高等裁判所部総括判事。2021年高松高等裁判所長官。2023年1月4日高松高裁長官定年退官。2024年12月18日国家公安委員会委員。

## 裁判
- 難民認定を求めたタミル人に対し、スリランカでのタミル人に対する拷問や拘束の事例を認定し、「迫害を受ける可能性はなおある」として、国側の控訴を棄却した[5]。
- 日本脱カルト協会幹部の発言を放送するなどしたテレビ朝日を、冨士大石寺顕正会が名誉棄損で訴えていた訴訟で、「放送内容には真実と信じる相当の理由があり、名誉毀損に当たらない」として、一審判決を取り消した[6]。

## 編著書
- 『医療訴訟』民事法研究会 2010年